# Portada/article juny 12

## Atemptat d'Enpetrol
L'atemptat d'Enpetrol va ser un atemptat sense víctimes mortals que es va perpetrar la matinada del 12 de juny de 1987 contra la refineria que l'empresa Enpetrol (actual Repsol) tenia ubicada al Morell (Tarragona). Es van produir dues explosions simultànies com a resultat de dues bombes col·locades al llarg d'un feix de canonades de l'oleoducte del Complex Petroquímic, que travessava el terme municipal de Tarragona. Es va atribuir a l'organització armada ETA (que va reivindicar posteriorment l'acte) i va formar part d'una campanya d'atacs a la zona costanera catalana.
L'acció terrorista, que es va produir minuts després de mitjanit, va agafar per sorpresa als habitants dels municipis adjacents a la zona industrial. El desconeixement de la magnitud dels fets, unit a la violència de les flames, va provocar la fugida de fins a 20.000 ciutadans de la capital del Tarragonès camp a través o per l'Autovia de la Mediterrània que transcorre al costat del municipi.